# Oracular Spectacular
Oracular Spectacular è il disco d'esordio della band statunitense MGMT, pubblicato il 2 ottobre 2007 dalla Columbia Records.
La canzone ha avuto un picco di ascolti dopo l'uscita di Un film Minecraft, che ha adottato la canzone come colonna sonora del trailer.

## Composizione
Il disco è stato prodotto da Dave Fridmann (già con Flaming Lips e Mercury Rev) e contiene i singoli Time to Pretend, Electric Feel e Kids.

## Accoglienza
Nel 2012 è stato inserito dalla rivista Rolling Stone al 494º posto nella classifica dei 500 migliori album di sempre.
Venne eletto "album dell'anno" dalla rivista italiana Rumore.

## Tracce
Testi di Andrew VanWyngarden, musiche di Andrew VanWyngarden e Ben Goldwasser, eccetto dove indicato.
1. Time to Pretend – 4:21
2. Weekend Wars – 4:12
3. The Youth – 3:48 (testo: Andrew VanWyngarden, Ben Goldwasser)
4. Electric Feel – 3:49 (testo: Andrew VanWyngarden, Ben Goldwasser)
5. Kids – 5:02
6. 4th Dimensional Transition – 3:58
7. Pieces of What – 2:43
8. Of Moons, Birds & Monsters – 4:46
9. The Handshake – 3:39
10. Future Reflections – 4:00

## Formazione
- Andrew Vanwyngarden – voce solista, chitarra, basso, tastiera, batteria, percussioni
- Ben Goldwasser – voce, tastiera, chitarra ritmica, percussioni, mixaggio